# كريم جودي
كريم جودي (13 يوليو 1958 - 13 مايو 2022)، هو سياسي جزائري شغل منصب وزير المالية الجزائري من 2007 إلى 2014.
جمَّد جودي أصول القذافي في الجزائر

## المتابعة القضائية في قضايا فساد
في 27 ماي 2019، في بيان للنيابة العامة للمحكمة العليا أنه تم إحالة ملف التحقيق الابتدائي من قبل السلطة الضبطية القضائية للدرك الوطني لـ 12 مسؤولا ساميا على مستوى المحكمة العليا.
وتتضمن القائمة كل من الوزير الأول الأسبق، عبد المالك سلال، الوزير الأول السابق أحمد أويحيى، وزير المالية الأسبق كريم جودي، وزير النقل السابق عبد الغني زعلان، وزير النقل الأسبق عمار تو، وزير النقل الأسبق طلعي بوجمعة، ووزير التجارة الأسبق عمارة بن يونس، وزير الفلاحة السابق عبد القادر بوعزقي، وزير النقل السابق عمار غول، وزير الصناعة الأسبق، عبد السلام بوشوارب، والي العاصمة السابق عبد القادر زوخ، والي ولاية البيض خنفار محمد جمال.
قد بدأ القضاء الجزائري منذ مايو 2019 استدعاء رجال أعمال وشخصيات كانت تشغل مناصب في أعلى هرم السلطة، للتحقيق معهم والاستماع لشهاداتهم، كما قرّر إيداع بعض منهم السجن على غرار الملياردير يسعد ربراب والإخوة كونيناف، المقربين من الرئيس عبد العزيز بوتفليقة، وكذلك مموّل حملاته الانتخابية، رجل الأعمال الشهير علي حداد، إذ يواجه هؤلاء تهماً تتعلق بالاستفادة من امتيازات وقروض كبيرة دون ضمانات، إلى جانب إجراء تحويلات مالية مشبوهة وتهريب أموال من العملة الصعبة نحو الخارج بطرق غير قانونية.
في 16 جوان 2019، و عند مواجهته بتهم ثقيلة تتعلق بالفساد، أمر القاضي المحقق بالمحكمة العليا، بوضع الوزير كريم جودي تحت الرقابة القضائية.